# Чемпионат мира по баскетболу 2019. Группа G
В этой статье представлено положение команд и результаты матчей в группе G предварительного раунда чемпионата мира по баскетболу 2019. Состав группы был определён во время жеребьёвки 16 марта 2019 года в Центре культуры Шэньчжэня, Китай. В группе участвуют Германия, Доминиканская Республика, Иордания, и Франция. Команды сыграют друг с другом в один круг. Матчи пройдут с 1 сентября по 5 сентября 2019 года в Спортивном центре в Шэньчжэня. Две лучшие команды выходят в групповой турнир за 1-16 места, две худшие - в групповой турнир за 17-32 места.

## Команды
| Команда                  | Квалификация                    | Квалификация     | Участие   | Участие | Участие | Лучший результат |
| Команда                  | Способ                          | Дата             | Последнее | Всего   | Подряд  | Лучший результат |
| ------------------------ | ------------------------------- | ---------------- | --------- | ------- | ------- | ---------------- |
| Доминиканская Республика | Лучшая среди 4-х команд Америки | 25 февраля 2019  | 2014      | 3       | 2       | 4-е (1978)       |
| Франция                  | Победитель группы K Европы      | 30 ноября 2018   | 2014      | 8       | 4       | 3-е (2014)       |
| Германия                 | 2-е место в группе L Европы     | 16 сентября 2018 | 2010      | 6       | 3       | 3-е место (2002) |
| Иордания                 | 3-е место в группе Е Азии       | 24 февраля 2019  | 2010      | 2       | 1       | 23-е (2010)      |

## Положение команд
| Команда                  | Игр | В | П | МЗ  | МП  | МР  | Очки |
| ------------------------ | --- | - | - | --- | --- | --- | ---- |
| Франция                  | 3   | 3 | 0 | 271 | 194 | +77 | 6    |
| Доминиканская Республика | 3   | 2 | 1 | 206 | 234 | −28 | 5    |
| Германия                 | 3   | 1 | 2 | 238 | 210 | +28 | 4    |
| Иордания                 | 3   | 0 | 3 | 202 | 279 | −77 | 3    |

## Результаты матчей
Время матчей дано по UTC+8:00

### 1-й тур

#### Доминиканская Республика — Иордания
| 1 сентября 2019 16:30 | Протокол | Доминиканская Республика   | 80:76    | Иордания            | Спортивный центр, Шэньчжэнь Зрителей: 6,286 Судьи: Толга Шахин Хулио Анайя Кингсли Оджибуру |
| 1 сентября 2019 16:30 | Протокол | 22–17, 25–19, 14–17, 19–23 |          |                     | Спортивный центр, Шэньчжэнь Зрителей: 6,286 Судьи: Толга Шахин Хулио Анайя Кингсли Оджибуру |
| 1 сентября 2019 16:30 | Протокол | Виктор Лис 15              | Очки     | Ахмет Дювериоглу 34 | Спортивный центр, Шэньчжэнь Зрителей: 6,286 Судьи: Толга Шахин Хулио Анайя Кингсли Оджибуру |
| 1 сентября 2019 16:30 | Протокол | Рональд Робертс 6          | Подборы  | Ахмет Дювериоглу 10 | Спортивный центр, Шэньчжэнь Зрителей: 6,286 Судьи: Толга Шахин Хулио Анайя Кингсли Оджибуру |
| 1 сентября 2019 16:30 | Протокол | Желвис Солано 7            | Передачи | Заид Аббас 4        | Спортивный центр, Шэньчжэнь Зрителей: 6,286 Судьи: Толга Шахин Хулио Анайя Кингсли Оджибуру |

#### Франция — Германия
| 1 сентября 2019 20:30 | Протокол | Франция                   | 78:74    | Германия             | Спортивный центр, Шэньчжэнь Зрителей: 10,438 Судьи: Хуан Фернандес Луис Кастильо Даниэль Гарсия |
| 1 сентября 2019 20:30 | Протокол | 16–4, 20–16, 23–30, 19–24 |          |                      | Спортивный центр, Шэньчжэнь Зрителей: 10,438 Судьи: Хуан Фернандес Луис Кастильо Даниэль Гарсия |
| 1 сентября 2019 20:30 | Протокол | Эван Фурнье 26            | Очки     | Йоханнес Фойгтман 25 | Спортивный центр, Шэньчжэнь Зрителей: 10,438 Судьи: Хуан Фернандес Луис Кастильо Даниэль Гарсия |
| 1 сентября 2019 20:30 | Протокол | Эван Фурнье 10            | Подборы  | Даниель Тайс 8       | Спортивный центр, Шэньчжэнь Зрителей: 10,438 Судьи: Хуан Фернандес Луис Кастильо Даниэль Гарсия |
| 1 сентября 2019 20:30 | Протокол | Эндрю Альбиси 5           | Передачи | Деннис Шрёдер 8      | Спортивный центр, Шэньчжэнь Зрителей: 10,438 Судьи: Хуан Фернандес Луис Кастильо Даниэль Гарсия |

### 2-й тур

#### Германия — Доминиканская Республика
| 3 сентября 2019 16:30 | Протокол | Германия                   | 68:70    | Доминиканская Республика | Спортивный центр, Шэньчжэнь Зрителей: 4,332 Судьи: Толга Шахин Хулио Анайя Луис Кастильо |
| 3 сентября 2019 16:30 | Протокол | 21–16, 18–21, 13–18, 16–15 |          |                          | Спортивный центр, Шэньчжэнь Зрителей: 4,332 Судьи: Толга Шахин Хулио Анайя Луис Кастильо |
| 3 сентября 2019 16:30 | Протокол | Деннис Шрёдер 20           | Очки     | Виктор Лис 17            | Спортивный центр, Шэньчжэнь Зрителей: 4,332 Судьи: Толга Шахин Хулио Анайя Луис Кастильо |
| 3 сентября 2019 16:30 | Протокол | Даниель Тайс 8             | Подборы  | Четыре игрока по 5       | Спортивный центр, Шэньчжэнь Зрителей: 4,332 Судьи: Толга Шахин Хулио Анайя Луис Кастильо |
| 3 сентября 2019 16:30 | Протокол | Деннис Шрёдер 7            | Передачи | Желвис Солано 11         | Спортивный центр, Шэньчжэнь Зрителей: 4,332 Судьи: Толга Шахин Хулио Анайя Луис Кастильо |

#### Иордания — Франция
| 3 сентября 2019 20:30 | Протокол | Иордания                          | 64:103   | Франция          | Спортивный центр, Шэньчжэнь Зрителей: 7,489 Судьи: Хуан Фернандес Даниэль Гарсия Фелипе Ибарра |
| 3 сентября 2019 20:30 | Протокол | 18–25, 15–25, 17–28, 14–25        |          |                  | Спортивный центр, Шэньчжэнь Зрителей: 7,489 Судьи: Хуан Фернандес Даниэль Гарсия Фелипе Ибарра |
| 3 сентября 2019 20:30 | Протокол | Дар Такер 20                      | Очки     | Нандо де Коло 19 | Спортивный центр, Шэньчжэнь Зрителей: 7,489 Судьи: Хуан Фернандес Даниэль Гарсия Фелипе Ибарра |
| 3 сентября 2019 20:30 | Протокол | Заид Аббас, Ахмет Дювериоглу по 7 | Подборы  | Руди Гобер 13    | Спортивный центр, Шэньчжэнь Зрителей: 7,489 Судьи: Хуан Фернандес Даниэль Гарсия Фелипе Ибарра |
| 3 сентября 2019 20:30 | Протокол | Фрэдди Ибрахим 4                  | Передачи | Нандо де Коло 8  | Спортивный центр, Шэньчжэнь Зрителей: 7,489 Судьи: Хуан Фернандес Даниэль Гарсия Фелипе Ибарра |

### 3-й тур

#### Германия — Иордания
| 5 сентября 2019 16:30 | Протокол | Германия                           | 96:62    | Иордания                      | Спортивный центр, Шэньчжэнь Судьи: Хуан Фернандес Даниэль Гарсия Кингсли Оджибуру |
| 5 сентября 2019 16:30 | Протокол | 28–17, 20–19, 18–13, 30–13         |          |                               | Спортивный центр, Шэньчжэнь Судьи: Хуан Фернандес Даниэль Гарсия Кингсли Оджибуру |
| 5 сентября 2019 16:30 | Протокол | Максимилиан Клебер 18              | Очки     | Ахмет Дювериоглу 17           | Спортивный центр, Шэньчжэнь Судьи: Хуан Фернандес Даниэль Гарсия Кингсли Оджибуру |
| 5 сентября 2019 16:30 | Протокол | Данило Бартель, Робин Бенцинг по 5 | Подборы  | Ахмет Дювериоглу 8            | Спортивный центр, Шэньчжэнь Судьи: Хуан Фернандес Даниэль Гарсия Кингсли Оджибуру |
| 5 сентября 2019 16:30 | Протокол | Деннис Шрёдер 11                   | Передачи | Заид Аббас, Махмуд Абдин по 3 | Спортивный центр, Шэньчжэнь Судьи: Хуан Фернандес Даниэль Гарсия Кингсли Оджибуру |

#### Доминиканская Республика — Франция
| 5 сентября 2019 20:30 | Протокол | Доминиканская Республика          | 56:90    | Франция                        | Спортивный центр, Шэньчжэнь Судьи: Толга Шахин Луис Кастильо Фелипе Ибарра |
| 5 сентября 2019 20:30 | Протокол | 8–18, 13–25, 19–25, 16–22         |          |                                | Спортивный центр, Шэньчжэнь Судьи: Толга Шахин Луис Кастильо Фелипе Ибарра |
| 5 сентября 2019 20:30 | Протокол | Виктор Лис 12                     | Очки     | Нандо де Коло 15               | Спортивный центр, Шэньчжэнь Судьи: Толга Шахин Луис Кастильо Фелипе Ибарра |
| 5 сентября 2019 20:30 | Протокол | Рональд Робертс, Элой Варгас по 6 | Подборы  | Руди Гобер, Венсан Пуарье по 8 | Спортивный центр, Шэньчжэнь Судьи: Толга Шахин Луис Кастильо Фелипе Ибарра |
| 5 сентября 2019 20:30 | Протокол | Рональд Рамон 3                   | Передачи | Эван Фурнье 5                  | Спортивный центр, Шэньчжэнь Судьи: Толга Шахин Луис Кастильо Фелипе Ибарра |